# Separación de los elfos
En el legendarium de J. R. R. Tolkien, los elfos o Quendi son un pueblo separado (fragmentado). Estos despertaron en Cuiviénen, en el continente de la Tierra Media, donde se dividieron en tres tribus: Minyar (los Primeros), Tatyar (los Segundos) y Nelyar (los Terceros). Tras un tiempo, fueron convocados por Oromë para vivir con los Valar en Valinor, en Aman. Esa convocatoria y el Gran Viaje que siguió dividieron a los elfos en dos grupos principales (y muchos menores), que nunca se reunieron por completo.
Tolkien afirmó que las historias fueron creadas para dar un mundo a sus lenguas élficas, y no al revés. Tom Shippey, experto de Tolkien, escribe que El Silmarillion derivó de la relación lingüística entre las dos lenguas, quenya y sindarin, de los elfos divididos. La académica Verlyn Flieger señala que Tolkien usó el modelo de una proto-lengua de tipo indoeuropeo. En su opinión, la división de los elfos refleja el progresivo declive y caída en la Tierra Media desde su perfección inicial; los elfos más elevados son aquellos que menos se desviaron de ese estado, lo que significa que, en el esquema de Tolkien, la ascendencia es un indicador de la personalidad.

## Contexto

### Autor
J. R. R. Tolkien (1892–1973) es conocido principalmente como el autor de las obras de alta fantasía El hobbit y El Señor de los Anillos. Fue un filólogo profesional, experto en los cambios de las palabras entre lenguas. Creó una familia de lenguas inventadas para los elfos, diseñando cuidadosamente las diferencias entre ellas para reflejar su distancia respecto a su origen común imaginario. Declaró que sus lenguas lo llevaron a crear la mitología inventada de El Silmarillion, para proporcionar un mundo en el que sus lenguas pudieran haber existido. En ese mundo, la fragmentación de los pueblos élficos reflejaba la de sus lenguas.

### Despertar de los elfos
En el legendarium de Tolkien, los elfos despertaron en Cuiviénen, una bahía al este del Mar de Helcar, en el continente de la Tierra Media, donde se dividieron en tres tribus: Minyar (los Primeros), Tatyar (los Segundos) y Nelyar (los Terceros). Después de un tiempo, fueron convocados por el Vala Oromë, el cazador, para vivir con él y los otros Valar en Valinor, en Aman. Los Eldar son aquellos que aceptaron la llamada. Su nombre, literalmente "Pueblo de las Estrellas", les fue dado por Oromë en su propio idioma, el quendiano primitivo. Los Avari son aquellos que rechazaron la llamada. La mitad de los Avari (los "renuentes") provenían de la tribu más grande, los Nelyar, aunque la mayoría de los Nelyar emprendieron el viaje.

## Separación de los Eldar

Arda en la Primera Edad. Los elfos despertaron en Cuiviénen, en el Mar de Helcar (derecha) en la Tierra Media, y muchos de ellos (títulos en verde para los linajes) migraron (flechas) hacia el oeste hasta Valinor en Aman, aunque algunos se detuvieron en Beleriand (arriba), y otros regresaron a Beleriand después (flechas rojas). Quienes obedecieron la llamada a Aman fueron conocidos como los Eldar; el resto, los Avari o renuentes. Los que vieron la luz de los Dos Árboles de Valinor en la tierra bendita de Aman fueron llamados Calaquendi, Elfos de la Luz; los que no, Moriquendi, Elfos de la Oscuridad. Las ubicaciones son esquemáticas.

Los Eldar migraron hacia el oeste a través del norte de la Tierra Media en sus tres grupos. Los Minyar se convirtieron en los Vanyar, que significa "Elfos Bellos", con cabello rubio dorado. Los Tatyar que migraron al oeste se conocieron como los Noldor o "Elfos Profundos", con un gran conocimiento de artes y habilidades. Los Nelyar que fueron al oeste se conocieron como los Teleri ("Los que llegan últimos") o, como se llamaban a sí mismos, los Lindar o "Cantores". Se quedaron al este de Aman, en Tol Eressëa.

### Sindar

Mapa esquemático de Beleriand. El reino forestal de Thingol, Doriath, con sus elfos Sindar, está en el centro; las ciudades Noldor de Gondolin y Nargothrond están al noroeste y suroeste, respectivamente. Ossiriand está al sureste.

Aquellos Teleri que llegaron a Beleriand por el Gran Mar pero eligieron no cruzar a Valinor fueron llamados más tarde Sindar ("Elfos Grises"); su lengua era el sindarin. Permanecieron en el oeste de la Tierra Media y fueron gobernados por Thingol (Elwë). Muchos de los Sindar decidieron quedarse atrás para buscar a su señor Thingol, quien desapareció cerca del final del viaje. Estos habitaron más tarde Doriath, y fueron llamados Iathrim o "Pueblo del Cinturón", por el mágico "Cinturón de Melian" que rodeaba y protegía el reino.
Aquellos que llegaron a las costas del Gran Mar de Belegaer pero decidieron quedarse allí, o llegaron demasiado tarde para ser transportados, fueron llamados Falathrim ("Pueblo de la Costa"). Fueron gobernados por Círdan el Carpintero de Barcos.
Los que eligieron quedarse atrás y poblaron las tierras al noroeste de Beleriand fueron llamados Mithrim o "Pueblo Gris", dando su nombre a la región y al gran lago de allí. La mayoría de ellos se fusionaron más tarde con los Noldor que regresaron a la Tierra Media, especialmente los de Gondolin. Los que llegaron a Aman fueron llamados Amanyar Teleri; también se les llamó Falmari, "Pueblo de las Olas", expertos en barcos y el mar.

### Nandor
Aquellos Teleri que se negaron a cruzar las Montañas Nubladas y se quedaron en el valle del Anduin fueron llamados Nandor ("Aquellos [elfos] que retroceden"). Los Nandor que luego entraron en Beleriand fueron llamados Laiquendi ("Elfos Verdes" o "Pueblo Verde", así llamados por su atuendo a menudo verde). "Laiquendi" era el término en quenya, mientras que la versión en sindarin era "Laegrim". Se establecieron en Ossiriand, una región oriental de Beleriand, y eran famosos por su canto. Al enterarse de los territorios pacíficos del rey Thingol, Denethor, hijo de Lenwë, reunió a tantos de su pueblo disperso como pudo y finalmente se aventuró al oeste, cruzando las Ered Luin hacia Ossiriand. Aunque en algunos casos los elfos verdes de Ossiriand participaron en batallas y conflictos relacionados con Morgoth (como la Primera Batalla de Beleriand), en su mayoría eran un pueblo sencillo, pacífico y reservado. Los Nandor que se quedaron cerca del Anduin se conocieron como Tawarwaith, viviendo en Lothlórien y Bosque Negro; también se les llamó Silvanos o Elfos del Bosque. Allí se les unieron aquellos Avari que eventualmente decidieron moverse hacia el oeste.

### Vanyar
Los Vanyar eran los más bellos y nobles de los Altos Elfos; su nombre significa "los Bellos", ya que tienen cabello dorado. Su pequeño clan fue fundado por Imin, el primer elfo en despertar en Cuiviénen, junto con su esposa Iminyë y sus doce compañeros: corresponden ampliamente a los Minyar. Ingwë fue el elfo Vanya que viajó con el Vala Oromë a Valinor y se convirtió en su rey. Los Vanyar hablaban un dialecto del quenya llamado Vanyarin. Como permanecieron en Valinor, no participaron en las guerras de Beleriand, excepto en la Guerra de la Ira que puso fin a la región.

### Elfos Oscuros y Elfos de la Luz

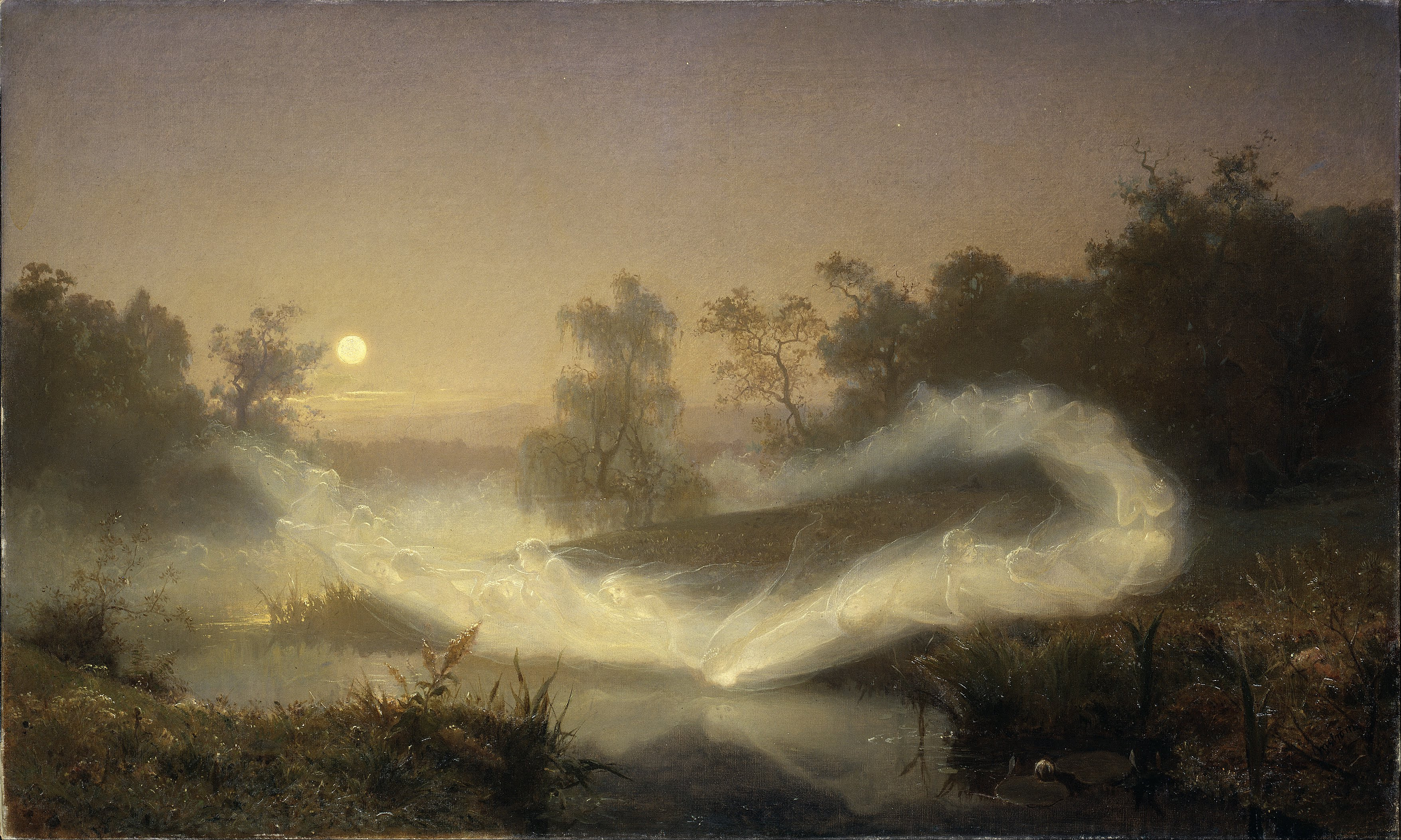
Los elfos estaban asociados con la luz y la oscuridad en la mitología nórdica. Pintura de 1866 Danza de Hadas por August Malmström

Los Vanyar, los Noldor y aquellos Teleri que alcanzaron Valinor son llamados Calaquendi ("Elfos de la Luz") porque vieron la luz de los Dos Árboles de Valinor. En quenya, la lengua de los Noldor en Valinor, todos los demás elfos fueron llamados Moriquendi ("Elfos de la Oscuridad") en reconocimiento al hecho de que no vieron (ni desearon) la Luz de Valinor, aunque más tarde los Sindar no fueron contados entre estos grupos. En cambio, Moriquendi se usó para todos los demás elfos excepto Noldor, Vanyar, Falmari y Sindar. La división permitió a Tolkien explicar la existencia de los Dökkálfar y Ljósálfar de la mitología nórdica, Elfos Oscuros y Elfos de la Luz. Los Elfos Oscuros, que vivían bajo tierra en Svartalfheim ("Hogar de los Elfos Negros"), son rehabilitados por Tolkien como sus Moriquendi. Los Elfos de la Luz vivían en Alfheim ("Hogar de los Elfos") y corresponden a sus Calaquendi.

### Exiliados Noldorin
La mayoría de los Noldor regresaron con Fëanor a Beleriand en la Tierra Media antes del alzamiento del Sol. Sin embargo, Fëanor navegó apresuradamente en barcos robados a los (Teleri) Falmari. Los Falmari resistieron, y los Noldor de Fëanor lucharon y los mataron en la Primera Matanza entre Hermanos, una batalla de elfos contra elfos. Además, Fëanor dejó atrás a los Noldor de su medio hermano Fingolfin, quienes también querían regresar. Fingolfin, furioso, se vio obligado a realizar el peligroso viaje a pie a través del Helcaraxë, el Hielo Aterrador del lejano norte. Estos grupos de Noldor se conocieron como los Exiliados. En Beleriand se dividieron según su lugar de residencia, a saber: Hithlum, Gondolin, Dorthonion, Nargothrond y la Marca de Maedhros.

### Fusión de Noldor y Sindar
Tras la Guerra de la Ira que terminó con la Primera Edad, la mayor parte de los Noldor y Sindar sobrevivientes (en su mayoría mezclados en un solo pueblo) regresaron al Oeste para habitar en Tol Eressëa. El resto permaneció en la Tierra Media durante las Segunda y Tercera Edades, entrando en el reino del Bosque Negro de los Elfos del Bosque o estableciendo los reinos de Lindon, Eregion, Lothlórien y Rivendel.

## División de los Avari
Tras la Separación, los Avari se dividieron aún más que los Eldar, aunque poco de su historia llegó a ser conocido por los elfos y los Hombres del oeste de la Tierra Media, y apenas aparecen en el legendarium. Existieron al menos seis linajes, y continuaron llamándose a sí mismos "Quendi", considerando a quienes se fueron, los Eldar, como desertores. Algunas de estas tribus viajaron más tarde hacia el oeste, mezclándose con los Nandor en Rhovanion, y unos pocos incluso llegaron a Beleriand, aunque generalmente en términos poco amistosos con los Sindar.

## Análisis

Diagrama de la División de los Elfos, mostrando las clasificaciones superpuestas de Tolkien. Los nombres Calaquendi y Moriquendi, Elfos de la Luz y Elfos de la Oscuridad, corresponden a los nombres usados en nórdico antiguo, Ljósálfar y Dökkálfar.

En la Enciclopedia de J. R. R. Tolkien, Matthew Dickerson señala los "cambios muy complicados, con significados cambiantes asignados a los mismos nombres" mientras Tolkien trabajaba en su concepción de los elfos, sus divisiones y migraciones. Aun así, señala, Tolkien mantuvo un esquema consistente. Afirma que la división de los elfos permitió a Tolkien, un filólogo profesional, desarrollar dos lenguas élficas, distintas pero relacionadas, quenya para los Eldar y sindarin para los Sindar, citando la propia declaración de Tolkien de que las historias fueron hechas para crear un mundo para las lenguas, y no al revés.
Shippey sugiere que la "raíz real" de El Silmarillion radicaba en la relación lingüística, completa con cambios de sonido y diferencias semánticas, entre las dos lenguas de los elfos divididos. Añade que los elfos no están separados por color, a pesar de nombres como luz y oscuridad, sino por su historia, incluyendo sus migraciones.

Lenguas élficas mapeadas a linajes y migraciones: Las lenguas (como Quenya) se muestran en negrita azul; los ejemplos son las palabras para "elfos" en esas lenguas (como "Quendi"), en cursiva negra. Estas se superponen en un mapa de Arda, con Aman a la izquierda, la Tierra Media a la derecha, las flechas y etiquetas verdes mostrando las migraciones de los linajes élficos. Los elfos más elevados que fueron a Aman y vieron la luz de los Dos Árboles de Valinor hablaban una sola lengua antigua, el quenya. Los Noldor que regresaron de Aman a Beleriand adoptaron en cambio el sindarin, una lengua Telerin. Los elfos más bajos, los Avari, se fragmentaron en muchos linajes con diferentes lenguas.

La académica de Tolkien Verlyn Flieger afirma que en el Lhammas y "Las Etimologías" Tolkien usó el tipo indoeuropeo de proto-lenguas con ramas y subramas de familias lingüísticas mientras inventaba sus diversas lenguas de la Tierra Media. Esta imagen de separación creciente es análoga al progresivo declive y caída en la Tierra Media desde su perfección inicial, de la cual la División de los Elfos es un elemento importante. En el esquema de Tolkien, los elfos más elevados son aquellos que menos se desviaron de su estado inicial (cumpliendo con la voluntad de los Valar, viajando a Valinor y continuando hablando la lengua más alta, el quenya). Por el contrario, los elfos más bajos, los Avari, se fragmentaron en muchos linajes con diferentes lenguas mientras se extendían por la Tierra Media. Así, Tolkien pretendía que la ascendencia fuera un indicador de la personalidad; las diferencias entre las diversas lenguas élficas reflejan tanto la División como los eventos de El Silmarillion.

### Primarias
1. 1 2 3 4 5 6 7  Tolkien, 1994, "Quendi y Eldar"
2. ↑  Tolkien, 1977, cap. 21 "De Túrin Turambar"
3. 1 2 3  Tolkien, 1977, cap. 24 "Del viaje de Eärendil y la Guerra de la Ira"
4. ↑  Tolkien, 1977, cap. 3 "De la llegada de los elfos y la captura de Melkor"
5. ↑  Tolkien, 1980, "La historia de Galadriel y Celeborn", "Apéndice A: Los elfos silvanos y su habla"
6. ↑  Tolkien, 1977, cap. 16 "De Maeglin"
7. ↑  Tolkien, 1977, cap. 13 "Del retorno de los Noldor"
8. ↑  Tolkien, 1977, cap. 14 "De Beleriand y sus reinos"

### Secundarias
1. ↑  Carpenter, Humphrey (1977). J. R. R. Tolkien: A Biography. London: George Allen & Unwin. pp. 111, 200, 266 and throughout. ISBN 978-0-04-928037-3. OCLC 3046822.
2. 1 2 3 4 5 6 7  Shippey, Tom (2001). J. R. R. Tolkien: Author of the Century. HarperCollins. pp. 228-231. ISBN 978-0261-10401-3.
3. 1 2  Flieger, Verlyn (1983). «Light into Darkness». Splintered Light: Logos and Language in Tolkien's World. William B. Eerdmans Publishing Company. pp. 88–131. ISBN 978-0-8028-1955-0.
4. ↑  Tyler, J. E. A. (1980). The New Tolkien Companion. Avon Books. p. 166. ISBN 978-0-380-46904-8.
5. 1 2 3 4 5 6 7 8 9 10 11  Dickerson, Matthew (2013 [2007]). «Elves: Kindreds and Migrations».  En Drout, Michael D. C., ed. The J. R. R. Tolkien Encyclopedia. Routledge. pp. 152-154. ISBN 978-0-415-86511-1.
6. ↑  «Avari». Parf Edhellen: an Elvish Dictionary. Consultado el 2 de octubre de 2022.
7. ↑  Foster, Robert (1971). The Complete Guide to Middle-earth. Nueva York: Del Rey. ISBN 978-0-345-32436-8.
8. ↑  Fimi, Dimitra (2010 [2008]). Tolkien, Race, and Cultural History: From Fairies to Hobbits. Palgrave Macmillan. p. 158. ISBN 978-0-230-21951-9. OCLC 222251097.
9. ↑  Flieger, Verlyn (1983). «A Disease of Mythology». Splintered Light: Logos and Language in Tolkien's World. William B. Eerdmans Publishing Company. pp. 65–87. ISBN 978-0-8028-1955-0.